# 竹渕慶
竹渕慶（日语：竹渕 慶，1991年7月11日—）日本創作女歌手，東京都出身。為日本創作歌手團體Goose house前成員。

## 經歷

### 出生及早年經歷
- 1991年7月11日，於東京都出生。
- 2001年－2004年，居住於美國加利福尼亞州蘭喬帕洛斯弗迪斯，就讀Silver spur elementary school。開始學習英文、日文、鋼琴、小提琴、芭蕾舞。
- 2002年，自創曲《Have a courage》在學校學區競賽獲得大賞。
- 2004年，回到日本，就讀慶應義塾湘南藤沢中高等部，並加入籃球部。
- 2006年，在學校七夕祭首次演唱。
- 2007年，首次組成校外樂團「Clutch」，並於澀谷Take off7、大岡山PEAK1表演。
- 2008年
  - 校外樂團「Kanna」成立，在大岡山PEAK1、池袋ROSA表演。
  - 校內樂團「Jabber Jack」成立，在文化祭、学芸大Maple house表演。
- 2009年，Jabber Jack因送別畢業生，而和朋友共同創作《舞花～my flower～》。[3][4]

### 樂團活動
- 2010年1月，與國本怜、千葉省吾、高藤颯、神林祥太組成「Tetra+（日语：Tetra+）」，發行唱片及LIVE演出。4月，進入慶應義塾大學法學院政治系。6月，經由Sony的「Walkman」宣傳企劃，以「PlayYou.House」成員名義活動於YouTube。
- 2011年4月1日，PlayYou.House改名為「Goose house」，並繼續以成員身分活動。
- 2013年9月23日，發行首張solo單曲《舞花 ～my flower～》。
- 2014年2月，出演TBS電視台音樂節目『ライブB♪』。
- 2014年3月5日，發行首張solo專輯《KEI's 8》。[4]

### 個人創作歌手活動
- 2018年11月26日，宣布從Goose house畢業，回歸創作歌手身分，並開設個人Youtube頻道及官方網站。[5]

## 音樂作品

### 單曲
| 發行日期      | 單曲名稱           |
| 2013年9月23日 | 舞花 ～my flower～ |

### 專輯
| 發行日期     | 單曲名稱 |
| 2014年3月5日 | KEI's 8  |

## 外部連結
- 竹渕慶的X（前Twitter）
- 竹渕慶的Instagram帳戶
- YouTube上的竹渕慶頻道
- 竹渕慶 Official Blog
- 竹渕慶 Official Website （页面存档备份，存于）